# باله‌خاری‌وارها
باله‌خاری‌وارها (نام علمی: Diretmoides) نام یک سرده از تیره ماهیان باله‌خاری است.